# جسر ديلاوير التذكاري
جسر ديلاوير التذكاري هي مجموعة من الجسور المعلقة التوأم يقطع نهر ديلاوير، الولايات المتحدة.